# Ipiguá (kommun)
Ipiguá är en kommun i Brasilien.   Den ligger i delstaten São Paulo, i den sydöstra delen av landet, 600 km söder om huvudstaden Brasília. Antalet invånare är 4 459.
Följande samhällen finns i Ipiguá:
- Ipiguá

Omgivningarna runt Ipiguá är en mosaik av jordbruksmark och naturlig växtlighet. Runt Ipiguá är det ganska glesbefolkat, med 30 invånare per kvadratkilometer.